# Crête subtropicale

Un diagramme représentant les positions habituelles de la crête subtropicale.

La crête subtropicale est une ceinture importante de zones de haute pression atmosphérique appelées anticyclones, située entre les latitudes 25 et 35 °N dans l'hémisphère nord et de 25 à 35 °S dans l'hémisphère sud, dites latitudes des chevaux. Celle-ci est caractérisée par des vents généralement faibles à très faibles, ce qui réduit considérablement la qualité de l'air en provoquant du brouillard durant les nuits et de la brume pendant les journées causée par la stabilité atmosphérique trouvée à proximité de la ceinture anticyclonique subtropicale. L'air se déplace de la crête subtropicale vers les basses et les hautes latitudes, créant ainsi les vents d'ouest pour la zone tempérée ainsi que les alizés pour la zone intertropicale.

## Formation
Les hautes pressions subtropicales forment une branche de la circulation atmosphérique. Leur formation résulte tout d'abord de la circulation générale des masses d'air, plus précisément par la cellule de Hadley. Au niveau de l'équateur, où le rayonnement solaire est le plus intense et le plus fort, les masses d'air des basses couches de l'atmosphère s'échauffent lorsqu'elles entrent en contact avec le sol surchauffé. Cet échauffement intense évapore de grandes quantités d'eau rejetées par la présence abondante de végétation. Ces masses d'air chaud et humide s'élèvent en altitude car l'air chaud est plus léger que l'air froid. En montant, ces masses d'air se refroidissent car la pression atmosphérique diminue avec l'altitude.
En se refroidissant, ces masses d'air s'humidifient car l'humidité relative augmente et quand cette dernière atteint 100 %, l'air devient saturé en vapeur d'eau. La vapeur d'eau excessive va se condenser en énormes nuages de type cumulonimbus et de fortes averses vont alors s'abattre sur les régions équatoriales. Ceci correspond à une zone instable de fortes ascendances et de basses pressions équatoriales, appelée zone de convergence intertropicale.
Au-dessus, l'air est plus sec car il a été délesté d'une grande quantité d'humidité au-dessus de ces régions. Ces masses d'air froid et relativement sec commencent à migrer vers les régions polaires. Arrivées au-dessus des latitudes des chevaux (entre 25 et 35 °N et S) de chaque hémisphère, celles-ci commencent à redescendre. En descendant, l'air se réchauffe par compression adiabatique ce qui diminue encore plus son humidité relative, bien sous 100 %. L'eau liquide contenue qui pourrait rester dans l'air s'évapore donc et les nuages se dissipent rapidement, inhibant la pluviométrie.
Cette zone stable de lentes subsidences et de hautes pressions subtropicales est alors appelée la crête subtropicale. Dans ces latitudes, se retrouvent la plupart des grands déserts chauds de la planète tels que le Sahara, dont l'aridité extrême est également accentuée par d’autres facteurs atmosphériques et géographiques.

## Caractéristiques
Cette ceinture anticyclonique subtropicale constitue une bande discontinue et ne doit pas être assimilée à une barrière étanche car la réalité est beaucoup plus complexe. Sur les cartes de pression atmosphérique moyenne, les hautes pressions ne forment pas un anneau continu en latitude et en longitude, mais plutôt une chaîne ou un chapelet de cellules anticycloniques individuelles séparées les unes des autres par des cols isobariques plus ou moins profonds permettant des échanges méridionaux entre la zone intertropicale et la zone tempérée,.
Si ces cols se localisent assez souvent au même endroit, notamment au contact entre les océans et les continents, c'est que les cellules anticycloniques elles-mêmes montrent une tendance persistante à se reformer et à s'alimenter dans les mêmes endroits. Les hautes pressions subtropicales, en effet, se placent de préférence sur les océans plus frais que les continents surchauffés et plus spécialement du côté oriental de ces océans affecté par les courants océaniques froids créés par les remontées d'eau profondes (upwelling),.
Aussi, la ceinture anticyclonique subtropicale est particulièrement continue dans l'hémisphère sud car celui-ci est en grande partie océanique. En altitude, la ceinture de hautes pressions, bien que décalée par rapport aux cellules anticycloniques qui subsistent en surface sur les océans, se retrouve bien dessinée et très continue. C'est la raison pour laquelle une bande de hautes pressions est très bien visible en altitude au-dessus du Sahara en été sur les cartes des niveaux 700 et 500 hPa, alors qu'au niveau de la mer, l'anticyclone des Açores (grande cellule anticyclonique de la crête subtropicale située dans l'océan Atlantique Nord) est situé plus au nord au niveau des régions méditerranéennes,.
Par contre en hiver, on assiste à un renforcement prononcé des hautes pressions subtropicales sur les continents tels que l'Australie et l'Afrique du Sud durant l'hiver austral ou au Sahara et au Sahel durant l'hiver boréal alors qu'en été austral au sud et en été boréal au nord, un affaiblissement notable des cellules anticycloniques sur les continents surchauffés est noté, celles-ci étant alors rejetées en altitude. De plus, contrairement aux anticyclones thermiques polaires (à cœur froid) tels que l'anticyclone de Sibérie, les anticyclones dynamiques subtropicaux (à cœur chaud) se renforcent et s'intensifient avec l'altitude. Ces renforcements et ces affaiblissements saisonniers montrent alors que les influences thermiques n'y sont pas négligeables bien que cela ne concerne que les phénomènes de surface.

### Déplacement

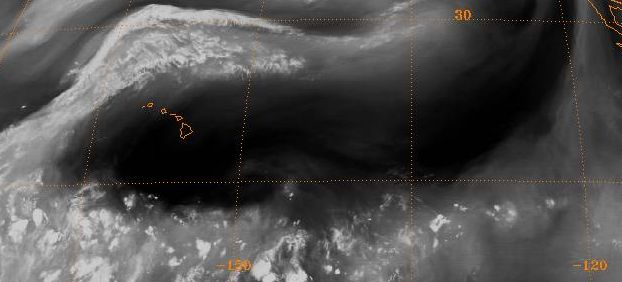
La crête subtropicale apparait sur cette image satellitaire de la vapeur d'eau contenue dans l'atmosphère comme la zone en noir (sec)

La crête subtropicale commence à migrer vers les régions polaires vers la fin du printemps jusqu'au début de l'automne aux alentours du solstice d'été et commence à se rapprocher vers les régions équatoriales vers la fin de l'automne jusqu'au début du printemps au moment du solstice d'hiver,.
La migration vers l'équateur de la crête subtropicale en période hivernale est due au fort contraste thermique nord-sud entre les pôles et l'équateur. En été, lorsque la crête subtropicale remonte en latitude en même temps que l'ensemble de la circulation atmosphérique ainsi que le courant-jet qui sépare les différentes masses d'air, les latitudes moyennes sont parfois affectées par des anticyclones dynamiques subtropicaux tels que l'anticyclone des Açores (Atlantique Nord) ou l'anticyclone de Sainte-Hélène (Atlantique Sud), alors qu'en même temps les dépressions dynamiques subpolaires associées au front polaire telles que la dépression d'Islande (entre Atlantique Nord et Arctique) ou la dépression des Aléoutiennes (entre Pacifique Nord et Alaska) migrent elles aussi vers le nord,.
Les hautes pressions subtropicales sont responsables d'un climat estival sec, ensoleillé et stable. De plus, ces hautes pressions sont constamment alimentées en air subsidant, chaud et sec, qu'elles produisent par elles-mêmes, ainsi elles sont responsables de masses d'air chaud en basses couches, d'autant plus que la faible couverture nuageuse favorise l'ensoleillement et donc l'échauffement. L'influence estivale de la crête subtropicale est particulièrement vraie pour les régions méditerranéennes qui connaissent en cette période une sécheresse sévère, un ensoleillement assez proche de celui des déserts chauds ainsi que des périodes de chaleur intense,.
Entre la fin de l'automne et le début du printemps, lorsque les hautes pressions subtropicales redescendent en latitude, les basses pressions subpolaires influent presque exclusivement les latitudes moyennes, y compris les régions méditerranéennes qui connaissent leur saison des pluies en cette époque de l'année,.

### Influences sur la position
La position de la crête est affectée par les mouvements de l'ENSO. Par exemple, lors d'un épisode d'El Nino, la circulation de Walker est repoussée vers l'ouest et donc la crête. Lors d'une oscillation atlantique multidécennale favorable au développement de cyclones tropicaux, la crête est amplifiée sur le centre et l'est de l'océan Atlantique.

## Effets
Par définition un anticyclone est une zone de haute pression caractérisée par une masse d'air qui suit un mouvement vertical descendant (subsidence). Cette masse d'air se stabilise, se réchauffe, s'assèche et augmente son déficit de saturation en vapeur d'eau en descendant par compression adiabatique ce qui réduit fortement la formation de nuages et le développement de précipitations. Ainsi les régions fortement concernées par l'influence de cette crête subtropicale y seront très souvent soumises à un ciel dégagé et à un temps ensoleillé. Par conséquent, l'inhibition pluviométrique ainsi que la stabilité atmosphérique obtenues sont notables au-dessus de ces régions subtropicales sèches. D'ailleurs, les records d'aridité et d'ensoleillement se trouvent dans la crête subtropicale.
Ainsi, la plupart des déserts chauds se trouvent sous cette ceinture anticyclonique car ces vastes régions de subsidence y sont responsables de la sécheresse durable et de l'aridité. Les régions hyper-arides, souvent placées au cœur de certains déserts chauds comme le Sahara où plus de la moitié de sa superficie possède un climat hyper-aride très prononcé avec des précipitations annuelles moyennes très inférieures à 50 mm, correspondent aux régions situées en permanence sous le régime anticyclonique le plus accentué. 
La crête subtropicale influe non seulement sur les grands déserts chauds de la planète mais aussi aux régions bénéficiaires d'un climat méditerranéen. En effet, la saison estivale y est caractérisée par une sécheresse sévère, causée par la remontée périodique des anticyclones subtropicaux, qui est d'autant plus marquée et durable plus on se rapproche des déserts chauds. C'est la raison pour laquelle les climats méditerranéens se trouvent généralement à proximité des régions à climat désertique chaud. 
Avec le processus adiabatique qui s'y produit, les hautes pressions subtropicales créent deux grandes masses d'air parmi toutes celles de la circulation atmosphérique générale : les masses d'air tropical. D'une part, l'air tropical maritime (mT) est formé sur les océans tropicaux et subtropicaux par les hautes pressions subtropicales de surface et d'altitude stationnant sur les océans telles que l'Anticyclone des Açores (Atlantique Nord) ou l'Anticyclone de Sainte-Hélène (Atlantique Sud). Cet air est à l'origine fortement subsidant, assez chaud, humide, très stable sur la façade orientale des océans malgré la forte humidité ambiante mais plutôt instable sur la façade occidentale où la subsidence est moins marquée. C'est la masse d'air typique des alizés océaniques. D'autre part, l'air tropical continental (cT) est formé sur les déserts chauds et sur les plateaux subtropicaux arides par les hautes pressions subtropicales principalement d'altitude (mais aussi de surface pendant les périodes les moins chaudes) stationnant sur les continents tels que le Sahara ou l'Arabie. Cet air est à l'origine subsident, très chaud et très sec, stable mais un peu plus instable à la surface en été. C'est la masse d'air typique des alizés continentaux tels que l'harmattan, vent chaud, desséchant et poussiéreux d'est à nord-est qui souffle sur une bonne partie de l'Afrique de l'Ouest pendant la saison sèche originaire des hautes pressions subtropicales régnant sur le Sahara central et méridional pendant l'hiver boréal.
La crête subtropicale influe aussi sur le climat des latitudes moyennes ainsi que celui des régions tropicales et subtropicales. En effet les anticyclones dynamiques subtropicaux qui composent la crête subtropicale dirigent les vents dominants des latitudes moyennes (vents d'ouest qui soufflent du nord-ouest ou du sud-ouest selon les hémisphères) et ceux des régions tropicales (alizés qui soufflent du nord-est ou du sud-est selon les hémisphères). Étant donné que le gradient horizontal de pression atmosphérique est très faible au cœur de ces cellules anticycloniques, les vents, bien que relativement réguliers, sont peu puissants. Les alizés ont tendance à transporter avec eux les caractéristiques météorologiques associés à la crête subtropicale puisque cette dernière les engendre. En effet, l'inversion des alizés, couche d'inversion entre l'air supérieur subsidant, très chaud et très sec et l'air inférieur moins chaud et humide, née du processus adiabatique anticyclonique, constitue en quelque sorte une limite verticale au-delà de laquelle les grands mouvements de convection et le sommet des nuages ne peuvent s'élever davantage. 
Cette inversion des alizés est très forte et est située à proximité du sol sur le flanc oriental des cellules anticycloniques alors que celle-ci s'affaiblit et monte en altitude sur le flanc occidental des cellules. Nous pouvons aussi remarquer que les alizés océaniques produits par les différentes cellules anticycloniques de ces latitudes repoussent les eaux chaudes de surface vers le large et font remonter les eaux froides situées beaucoup plus en profondeur et créent le phénomène de remontée d'eau (upwelling) qui est responsable de l'apparition des courants océaniques froids longeant les côtes occidentales des continents. Par exemple, l'Anticyclone des Açores (Atlantique Nord) dirige le courant des Canaries sur la côte ouest du Sahara; l'Anticyclone de Sainte-Hélène (Atlantique Sud) dirige le courant de Benguela sur la côte ouest du désert du Namib; l'Anticyclone de l'île de Pâques (Pacifique Sud) dirige le courant de Humboldt sur la côte ouest du désert d'Atacama; l'Anticyclone d'Hawaï (Pacifique Nord) dirige le courant de Californie. Ces courants océaniques froids créent alors les déserts côtiers dont l'aridité est renforcée par une stabilité atmosphérique encore plus prononcée.
La plupart des cyclones tropicaux se forme à la bordure équatoriale de la crête et suivre les alizés produits par sa circulation et finalement sont pris dans la circulation d'ouest de la cellule de Ferrel une fois rendu plus au nord.

### Climats engendrés
L'ensemble des régions subtropicales ne connaissent donc pas un climat aride et sec. En effet, on rencontre généralement trois types de climats sous les latitudes subtropicales : le climat méditerranéen retrouvé à l'ouest des grands continents sur le flanc oriental, frais, sec, aride et stable des hautes pressions subtropicales à des latitudes souvent proches des régions tempérées; le climat subtropical humide retrouvé à l'est des grands continents sur le flanc occidental, chaud, humide et instable des hautes pressions subtropicales et enfin le climat désertique chaud qui est quasiment sous l'influence permanente des hautes pressions subtropicales et généralement retrouvé à l'ouest des grands continents comme le climat méditerranéen, et éventuellement le climat semi-aride chaud (plus rare).
Ces trois climats subissent l'influence plus ou moins marquée de la crête subtropicale mais ceci est surtout vrai pour les climats méditerranéens (saison estivale et susceptible en toute saison) et désertiques (fortement tout au long de l'année) qui se trouvent souvent à proximité. Le climat subtropical humide est, quant à lui, situé sur le côté où on assiste à des remontés méridiennes d'air chaud, humide et instable ce qui est particulièrement vrai en saison estivale qui est la saison la plus humide. La subsidence, la stabilité atmosphérique ainsi que l'inhibition pluviométrique normalement produites par la crête subtropicale sont alors grandement réduites voire quasiment absentes de ce côté-ci.
L'océan joue un rôle significatif car les courants océaniques chauds que l'on retrouve sur le côté occidental des océans modèrent les températures hivernales en réchauffant les couches inférieures de l'atmosphère, ce qui augmente donc l'instabilité convective également responsable du climat subtropical humide. En outre, la mousson d'été formée du grand contraste de température entre l'océan et le continent, augmente les précipitations en saison chaude puisque le fort réchauffement des couches inférieures de l'atmosphère conduit à un minimum local de pression atmosphérique l'air, une dépression thermique de surface qui crée un appel d'air en attirant l'air tropical, humide et instable stationnant sur les océans qui, par la suite, est acheminé vers ces masses continentales. C'est ce phénomène qui se produit dans la partie méridionale de l'Asie et des États-Unis, y compris dans les déserts du sud-ouest où l'humidité du Golfe du Mexique arrive périodiquement sur ces régions arides en été.
Ces trois facteurs, la mousson estivale, l'instabilité convective amplifiée et les cyclones tropicaux expliquent le maximum pluviométrique estival observé dans ces régions subtropicales humides, pourtant souvent situées sous les latitudes des chevaux, et à la même latitude de certaines régions méditerranéennes qui connaissent, elles, un minimum pluviométrique estival et même parfois à la même latitude de certains déserts chauds, notamment aux États-Unis. En revanche, le climat subtropical humide connait une saison sèche hivernale en Asie où les dépressions subpolaires migratoires du front polaire ne parviennent pas à ces régions et où, au contraire, les anticyclones subtropicaux de la crête subtropicale s'établissent et se renforcent sur ces terres continentales.
Le seul point commun entre les climats méditerranéens et les climats subtropicaux humides est leur hiver doux et humide alors que leur climat estival est radicalement différent. Ainsi, la crête subtropicale ne produit pas les mêmes effets et les mêmes climats sur l'ensemble de ces latitudes. Il s'ensuit que les climats subtropicaux ne varient pas seulement en fonction de la latitude, mais aussi en fonction de la longitude.